# Realgymnasium Lichterfelde

Das Realgymnasium Lichterfelde

Das Realgymnasium Lichterfelde (seit 1938 Weddigenschule) war ein 1903 gegründetes Realgymnasium im Berliner Ortsteil Berlin-Lichterfelde. Zuletzt befand es sich in der Drakestraße 72. Heute beherbergt das Gebäude das Goethe-Gymnasium.

## Geschichte
Im Jahr 1865 erwarb der Unternehmer Johann Anton Wilhelm von Carstenn die bei Berlin gelegenen Güter Lichterfelde und Giesensdorf, mit dem Ziel dort eine Villenkolonie für das gehobene Bürgertum entstehen zu lassen. Die Dörfer Lichterfelde und Giesensdorf existierten seit 1877 als Einheitsgemeinde. Sowohl in Lichterfelde als auch in Giesensdorf bestanden zuvor Dorfschulen, welche sich allerdings in einem schlechten baulichen Zustand und den Ansprüchen der neuen Bewohner nicht gerecht wurden. 1881 wurde eine höhere Knabenschule gegründet. Diese wurde 1885 zu einem Progymnasium und 1893 zum Schiller-Gymnasium, an welchem fortan Latein unterrichtet wurde. Nach der Eröffnung der Realschule zu Groß-Lichterfelde ohne Lateinunterricht war die Schülerzahl des Gymnasiums rückläufig. Daher stellte der Direktor des Gymnasiums den Antrag, neben dem Gymnasium auch ein Realgymnasium zu genehmigen, an welchem dann zwar kein Latein unterrichtet wurde, aber deren Abschlüsse trotzdem zu einem anschließenden Studium befähigten. Der Einrichtung des Realgymnasiums wurde von der Gemeinde zugestimmt und ab 1903 befanden sich das Lichterfelder Schillergymnasium und das neugegründete Realgymnasium Lichterfelde unter einem Dach in dem heute denkmalgeschützten Schulgebäude an der Ecke Ostpreußendamm/Königsberger Straße. Beide Schulen waren reine Jungenschulen. Im Schuljahr 1909/1910 umfasste das Gymnasium 20 Klassen und das Realgymnasium acht Klassen. Noch in diesem Schuljahr wurde mit dem Bau eines eigenen Schulgebäudes in der Drakestraße begonnen, welches zukünftig das Realgymnasium beherbergen sollte. Das Gebäude wurde 1912 fertiggestellt. Die Räumlichkeiten der Oberrealschule Lichterfelde und weiterer Schulen in Lichterfelde wurden zum Ende des Ersten Weltkriegs 1918 als Massenunterkünfte für heimkehrende Soldaten genutzt. Daher wurden die Schüler der Oberrealschule für einige Monate in den Klassen des Realgymnasiums unterrichtet. Im Schuljahr 1918 besuchten insgesamt 665 Schüler die Schule. Davon waren 598 evangelischer, 49 katholischer und 13 jüdischer Konfession. Noch immer wurden ausschließlich Jungen aufgenommen. Zur Zeit des Nationalsozialismus wurde vielen Schulen anstelle der Namen bestehend aus Schulform und Ortsname neue Namen verliehen. Das Realgymnasium erhielt 1938 den Namen Weddigenschule, Namensgeber war vermutlich der Marineoffizier Otto Weddigen, der auch Namensgeber des nahe gelegenen Weddigenwegs ist. Im Zweiten Weltkrieg wurde das Gebäude leicht beschädigt. Das Gebäude der nahe gelegenen Lichterfelder Oberschule für Mädchen (heute: Goethe-Gymnasium) wurde allerdings schwer beschädigt. Daher zog die Oberschule für Mädchen in das Gebäude des Realgymnasiums. Das Realgymnasium selbst wurde aufgelöst und mit der Lilienthal-Schule vereint.
Das inzwischen unter Denkmalschutz gestellte Gebäude beherbergt bis heute das Goethe-Gymnasium.

## Persönlichkeiten
- Bully Buhlan (1924-1982), Musiker[6]
- Otto Dibelius (1880–1967), Theologe
- Erich Kuhlbrodt (1891–1972), Meteorologe
- Henry Goverts (1892–1988), Verleger[7]
- Ernst Fritsch (1892–1965), Maler
- Karl Kötschau (1892–1982), Arzt
- Wilhelm Fischer (1892–1969), Chirurg und Hochschullehrer
- Hans Kirschstein (1896–1918), Jagdflieger im Ersten Weltkrieg
- Herbert Spruth (1900–1972), Philologe, Jurist, Genealoge und Pommernforscher
- Georg Dertinger (1902–1968), Politiker (DNVP, Ost-CDU)
- Julius Posener (1904-1996), Architekt, Historiker, Professor
- Hasso von Boehmer (1904–1945), Oberstleutnant, beteiligt am Attentat vom 20. Juli 1944
- Harald Freiherr von Uslar-Gleichen (1905–2000), Offizier
- Jürgen von Schilling (1909–2008), Arzt
- Peter Scheibert (1915–1995), Osteuropahistoriker
- Werner Angress (1920–2010), Professor für Deutsche Geschichte
- Herbert Baumann (1925–2020), Komponist